# Trạch Am Tông Bành
Trạch Am Tông Bành (zh. 澤庵宗彭, ja. takuan sōhō), 1573-1645, là một vị Thiền sư Nhật Bản, thuộc tông Lâm Tế, dòng Nam Phố Thiệu Minh (ja. nampo jōmyō). Sư không những là một vị Thiền sư lỗi lạc, tinh thông kinh điển mà còn là một nghệ sĩ trứ danh, một thi hào với những tác phẩm còn được nhắc đến ngày nay.
Sư sinh ra trong một gia đình mộ đạo, sớm xuất gia tu học với nhiều vị Thiền sư nổi danh lúc bấy giờ như Hi Tiên Tây Đường (zh. 希先西堂, ja. kisen seidō), Đổng Phủ Tông Trọng (zh. 董甫宗仲, ja. tōho sōchū). Sau, Sư đến học với Thiền sư Nhất Đống Thiệu Đích (zh. 一凍紹滴, ja. ittō shōteki, 1539-1612) và ngộ đạo nơi đây.
Song song với việc tu tập Thiền, Sư cũng chú tâm đến việc nghiên cứu các môn học thuộc ngoại điển như Nho giáo, Thư đạo (zh. 書道, ja. shōdō), thi pháp… Đặc biệt là những bài dạy cho những vị kiếm sĩ theo Kiếm đạo (zh. 道劍, ja. kendō) đương thời của Sư thường được nhắc nhở đến, nổi danh nhất là tác phẩm Bất động trí thần diệu lục (zh. 不動智神妙錄, ja. fudōchishinmyōroku). Trong những bài khuyên này, Sư phân tích tư tưởng, tâm trạng của một kiếm sĩ theo quan niệm của Thiền tông.